# Imbangala
Imbangala (mbangala) es el nombre de una serie de antiguas hermandades militares angoleñas y del centro de África, posiblemente relacionadas con los jaga. Cobraron especial importancia en el siglo XVII, cuando establecieron relaciones con el imperio portugués, al que vendían esclavos capturados y sus propios servicios como mercenarios.

## Historia
Los imbangalas aparecieron en Angola alrededor del siglo XVII. Se asemejaban a los jagas que atacaron el Reino del Congo durante el reinado de Álvaro I, aunque la opinión mayoritaria es que se trata de dos grupos diferenciados. Unas teorías postulan que tanto jagas como imbangalas se originaron hombro con hombro en el imperio lunda, mientras que otros creen que los imbangala no tenían nada que ver con ellos y provenían del sur, de la meseta de Bié. En todo caso, el primer testimonio occidental de los imbangala provenían de un marinero inglés, Andrew Battell, que vivió con ellos de 1600 a 1601, al sur del río Cuanza. Sus caudillos explicaron a Battell que su hermandad tenía su origen en el ejército de un reino llamado Elembe.
La capacidad militar de los imbangala atrajo a los gobernantes portugueses de Angola, que precisaban de tropas nativas después de no haber logrado conquistar el reino de Ndongo en el primer período colonial (1575–1599). A pesar de encontrar nauseabundas sus costumbres sanguinolentas, las autoridades de la colonia de Luanda les contrataban a menudo para sus campañas. El primer artífice de esta costumbre fue Bento Banha Cardoso en 1615, pero no cobraron verdadera importancia hasta llegar a Luís Mendes de Vasconcellos, que asaltó Ndongo en 1618 con ellos.
Vasconcellos comprobó, sin embargo, que la disciplina de los mercenarios era muy irregular, ya que una de sus bandas desertó y empezó una campaña de pillaje desembocante en la fundación del reino de Kasanje junto al río Kwango. La etnia resultante es la que se hace llamar imbangala en tiempos modernos, desprovistos ya de sus costumbres militares. Otra banda se unió al propio reino de Ndongo, pero no tardaron en volver a cometer traición. La reina Njinga Mbande intentó suplirlo aliándose con los de Kasanje, pero, al no conseguirlo, reclutó a los imbangala de Matamba. Se dice que la propia reina pasó sus rituales de iniciación y se convirtió en una imbangala por derecho propio.
A pesar de ello, el ejército portugués continuó empleando imbangalas hasta que la propio subcultura comenzó a desaparecer. Al sur del río Cuanza, los imbangala se unieron a facciones como los Bihe, Huambo y Bailundo, y abandonaron gradualmente sus características. El canibalismo ritual perviviría, sin embargo, hasta el mismo siglo XIX.

## Cultura
Los imbangalas eran fratrías fuertemente militarizadas y de carácter iniciático. Nutrían sus filas de adolescentes capturados, y como tal tenían prohibido tener descendencia, hasta el punto de que todo niño nacido en sus quilombos era ejecutado. La alternativa era que la madre viajara a otra región para dar a luz y volviese años después con su hijo crecido, que tendría que pasar un ritual para ser considerado imbangala. Los niños eran entrenados en combate día tras día, y tenían ordenado llevar un collar que no podían quitarse hasta conseguir su primera muerte de un enemigo.
Parte de la cultura espiritual imbangala era el uso del maji asamba, un ungüento hecho de cadáveres humanos molidos a mortero, a veces los de los bebés sacrificados, con el que se cubrían el cuerpo. Según sus enseñanzas, esta poción les salvaría de caer en combate si el usuario era digno y respetaba el código de la hermandad (yijila), el cual incluía infanticidio, canibalismo y una absoluta ausencia de cobardía.
Los guerreros imbangala recibían el nombre de nugnza y se les dividía en doce escuadrones por quilombo, cada escuadrón uno liderado por un capitán llamado musungo. Los quilombos en sí eran campamentos temporales fortificados, dotados de doce puertas para así facilitar la salida de los combatientes. La táctica de atalla más usual era un ataque frontal por tres ángulos similar a las cargas zulúes, compuesto por un ala derecha mutanda, una vanguardia central (muta ita) y un ala izquierda (muya). Las armas imbangala más usuales eran el arco, los cuchillos y las espadas, además de la porra y el hacheta.